# Topana media
Topana media är en insektsart som beskrevs av Walker, F. 1869. Topana media ingår i släktet Topana och familjen vårtbitare. Inga underarter finns listade i Catalogue of Life.